# 利波維里格
49°53′49″N 31°7′51″E / 49.89694°N 31.13083°E
利波維-里赫（烏克蘭語：Липовий Ріг）是位於烏克蘭北部的村莊，由基辅州奧布希夫區的勒日希夫市鎮負責管轄。該村始建於1594年，面積12平方公里，海拔高度191米，2001年人口303，人口密度每平方公里25.3人。